# Teac
TEAC Corporation (ティアック株式会社, Tiakku Kabushiki-gaisha) is een Japanse consumentenelektronicafabrikant die in 1953 startte als de Tokyo Television Acoustic Company.
TEAC is vooral bekend om haar audio-apparatuur en was in de jaren 70 en 80 voornamelijk producent van hifi-producten. In die tijd produceerde het bedrijf bandrecorders, cassetterecorders, cd-spelers, draaitafels en versterkers.

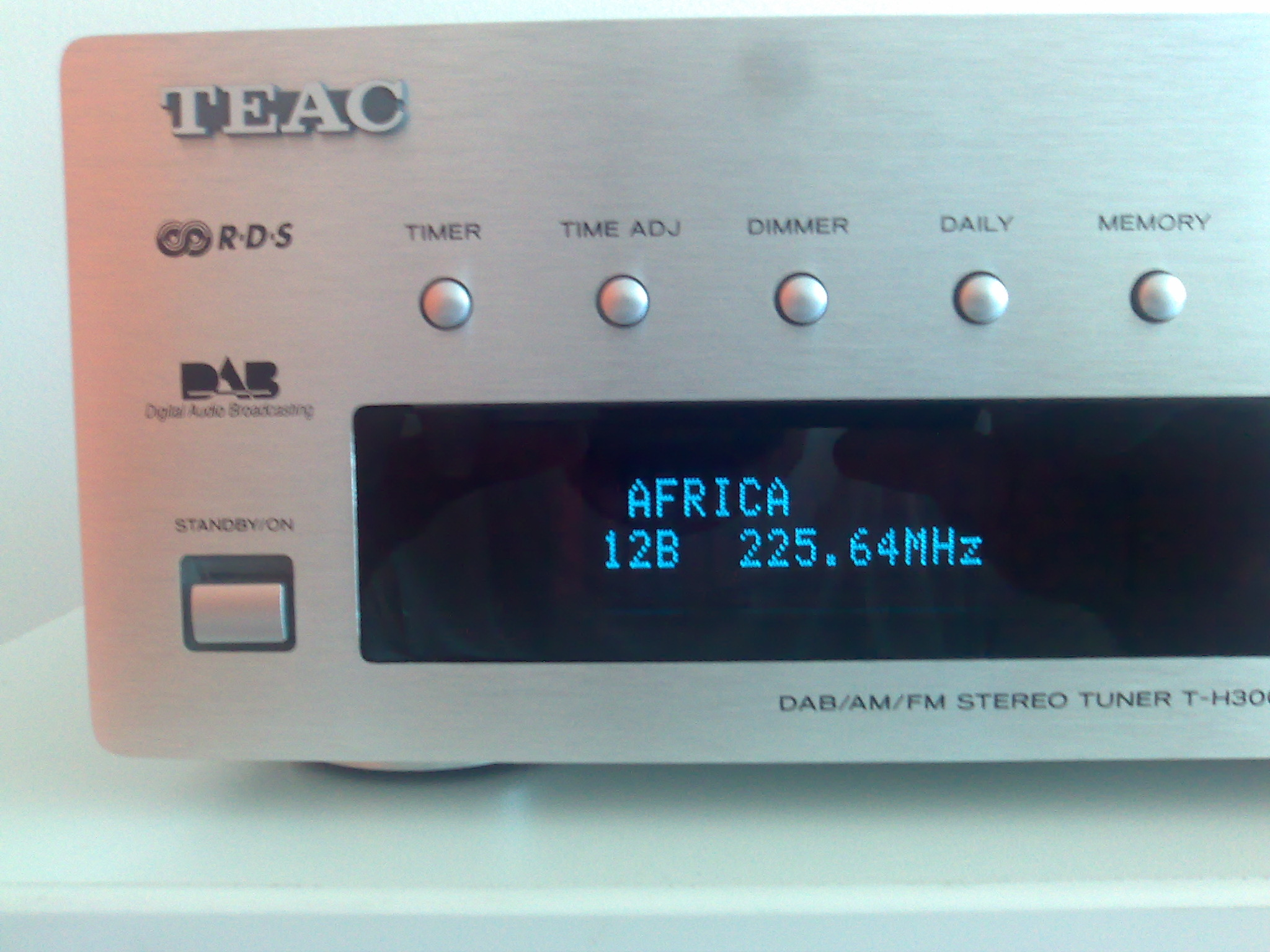
Een tuner van TEAC.

## Geschiedenis
TEAC werd in augustus 1953 oorspronkelijk opgericht als 'Tokyo Television Acoustic Company'. Een van de medewerkers was Katsuma Tani, een voormalig luchtvaartingenieur. Zijn broer, Tomoma Tani, nam een handgemaakte bandrecorder mee naar huis. Katsuma raakte geïnteresseerd en dacht een betere versie te kunnen maken. Op 24 december 1956 richtten de broers samen de 'Tokyo Electro Acoustic Company' op. De Tokyo Television Acoustic Company en de Tokyo Electro-Acoustic Company werden samengevoegd tot TEAC Corporation.
Het bedrijf werd bekend om haar eerste loopwerk in een diskettestation uit 1978, dat enkele jaren later werd toegepast voor de Commodore 64.
Begin 2012 ging TEAC een samenwerking aan met Onkyo. Beide bedrijven delen productiefaciliteiten en middelen op het gebied van onderzoek. Het Nederlandse distributiecentrum bevindt zich in Vianen.
In 2013 nam het Amerikaanse bedrijf Gibson een grootaandeel in TEAC.
TEAC produceert hoofdzakelijk audio-apparatuur en accessoires. Het bedrijf produceert daarnaast ook dvd-branders, optische media, harde schijven, diskettes en USB-sticks.

## Productmerken
Het bedrijf biedt consumentenelektronica aan onder het merk TEAC. High-end-producten worden onder de naam Esoteric geproduceerd.
Professionele audio-apparatuur voor de Amerikaanse markt wordt geproduceerd onder de merknaam TASCAM (Teac Audio Systems Corporation of America). Voorbeelden hiervan zijn DAT-recorders, (digitale) meersporenrecorders (multi-track) en minidisc-recorders.
Opslagapparatuur voor computertechniek wordt eveneens onder het merk TEAC geproduceerd. Tegenwoordig maakt het bedrijf dvd- en blu-raybranders en andere opslagmedia voor data.